# Bojacá
Bojacá es uno de los 116 municipios del departamento de Cundinamarca, Colombia. Se encuentra ubicado en la Provincia de Sabana Occidente, a 40 km de Bogotá. La población fue fundada en 1573. Tiene una histórica tradición religiosa que ha convertido su templo y la imagen de su Virgen en un sitio de peregrinación. Hace parte del Área Metropolitana de Bogotá según el censo del DANE en 2005.
Ha sido reconocida como capital cultural, religiosa e histórica de Cundinamarca, sobre todo con el género musical del bambuco.

## Toponimia

### Origen lingüístico[3]
- Familia lingüística: Chibcha
- Lengua: Muysccubun

### Significado
El topónimo «Bojacá» en muysc cubun (idioma muisca) significa «cercado morado», según Acosta Ortegón. Miguel Triana dice que Moxacá engendra el actual nombre de Bojacá, que deriva de boxio, bhoxio, «morado, color morado» y ca, «cercado», o sea «cercado morado».
El vocablo bo puede significar «dios, divinidad» y ja «carga, leña, madera». Ca también tiene las connotaciones de «lugar, fortaleza, propiedad». Este vocablo representa el símbolo de la estrella del oriente y de igual manera la hora de madrugada; toda expresión acompañada del vocablo ca enuncia territorio sublimes asignados a grandes cacique.

### Origen / Motivación
Bojacá es el nombre con el que la comunidad indígena Muysca designó al lugar desde tiempos prehispánicos. Lo consideraron como una muralla natural debido a la cantidad de bosques aún mantiene la región y que sirvieron de protección al pueblo en los constantes combates que tuvieron con los panches.
Fue utilizada como fortaleza para detener los ataques de los panches, fue también un centro de gran actividad comercial y de poderío en la monarquía muysca. Algunos pobladores prehispánicos delinearon diversidida de formas y signos en piedras gigantes ubicadas en el camino que va de Bojacá a La Mesa.

## Historia
En la época precolombina, Bojacá tuvo una gran importancia económica, social y religiosa. Las inscripciones halladas en las piedras denominadas de Chivo Negro, muy cerca del área urbana, tienen un especial interés arqueológico; allí se puede observar una variedad de signos trazados en ocre o alguna resina vegetal desconocida actualmente.

### Época española
Se presume que el poblado fue fundado por Gonzalo Jiménez de Quesada en 1537. Posteriormente este territorio fue repartido en tres encomiendas: Bobacé, Bojacá y Cubiasuca. En 1602 estas encomiendas son unidas por auto de Real Audiencia de Santafé de Bogotá; para tal efecto fue comisionado el oidor Luis Enríquez. El primer curato de Bojacá fue de los dominicos, habiendo sido su doctrinero fray Francisco Atúnez; en 1645 los permutaron por el de Cáqueza con los agustinos.
El 11 de agosto de 1629 se libró un despacho por el cual se mandó hacer la iglesia para el pueblo, construida en piedra y tapia cubierta de teja. La iglesia fue construida por Hernando de Mayorga. Todavía conserva sus rasgos originales, sus altares fueron tallados en madera dorada en el siglo XVIII.
En 1739 el español José Pérez trajo de Granada, España, una imagen de Nuestra Señora de los Dolores, Virgen de las Angustias o Nuestra Señora del Tránsito, que instaló en el oratorio de su hacienda "Cortés". Al morir el 23 de junio de 1757, siendo cura fray Luis Acuña, la imagen fue trasladada a la iglesia y con el nombre de Nuestra Señora de la Salud de Bojacá, y la entronizaron en el altar mayor.
En 1776 se ordenó la extinción del pueblo de indios de Zipacón y su agregación a Bojacá. El 18 de diciembre de 1778 llegó de visita el fiscal Francisco Antonio Moreno y Escandón a tomar relación de los indios, el padrón dio un total de 881 indios y 199 españoles o vecinos.

### República
Días después de la Conspiración Septembrina, Simón Bolívar buscó reposo en la hacienda de Cortés, a pocas cuadras de la plaza, que le ofreciera don León Umaña. Allí permaneció unos veinte días, durante los cuales expidió quince decretos de trascendencia. Además escribió varias e importantes cartas políticas, en algunas de las cuales condenaba abiertamente al general Santander y criticaba la situación de la Gran Colombia, casi todas dirigidas al general Rafael Urdaneta.
Entre los célebres curas de Bojacá figuran Diego Francisco Padilla, de alguna cultura, párroco durante más de veinte años hasta su muerte allí el 9 de abril de 1829 y fray José María Salavarrieta, hermano de Policarpa Salavarrieta; era ecónomo en 1833, quien por entonces fue acusado de actuar en política, luego fue ascendido a Párroco, cargo que ejerció hasta 1865.
Junto a la Casa Cural está el viejo convento agustino, en el que hubo seminario teologal y noviciado, cuyas instalaciones están a continuación de una nueva edificación. En el segundo piso está el Museo Colonial, fundado en 1948 por el provincial fray Cándido Barja Fernández.

## Geografía
Bojacá se encuentra en la provincia de Sabana Occidente a 40 km de Bogotá. Hace parte del Área Metropolitana de Bogotá según el censo DANE de 2005. Tiene una población de 11,254 habitantes (2015).
El municipio tiene una extensión de 109 km². La cabecera municipal se encuentra a 2,598 m s. n. m. y tiene una temperatura media de 14 °C.

### Límites

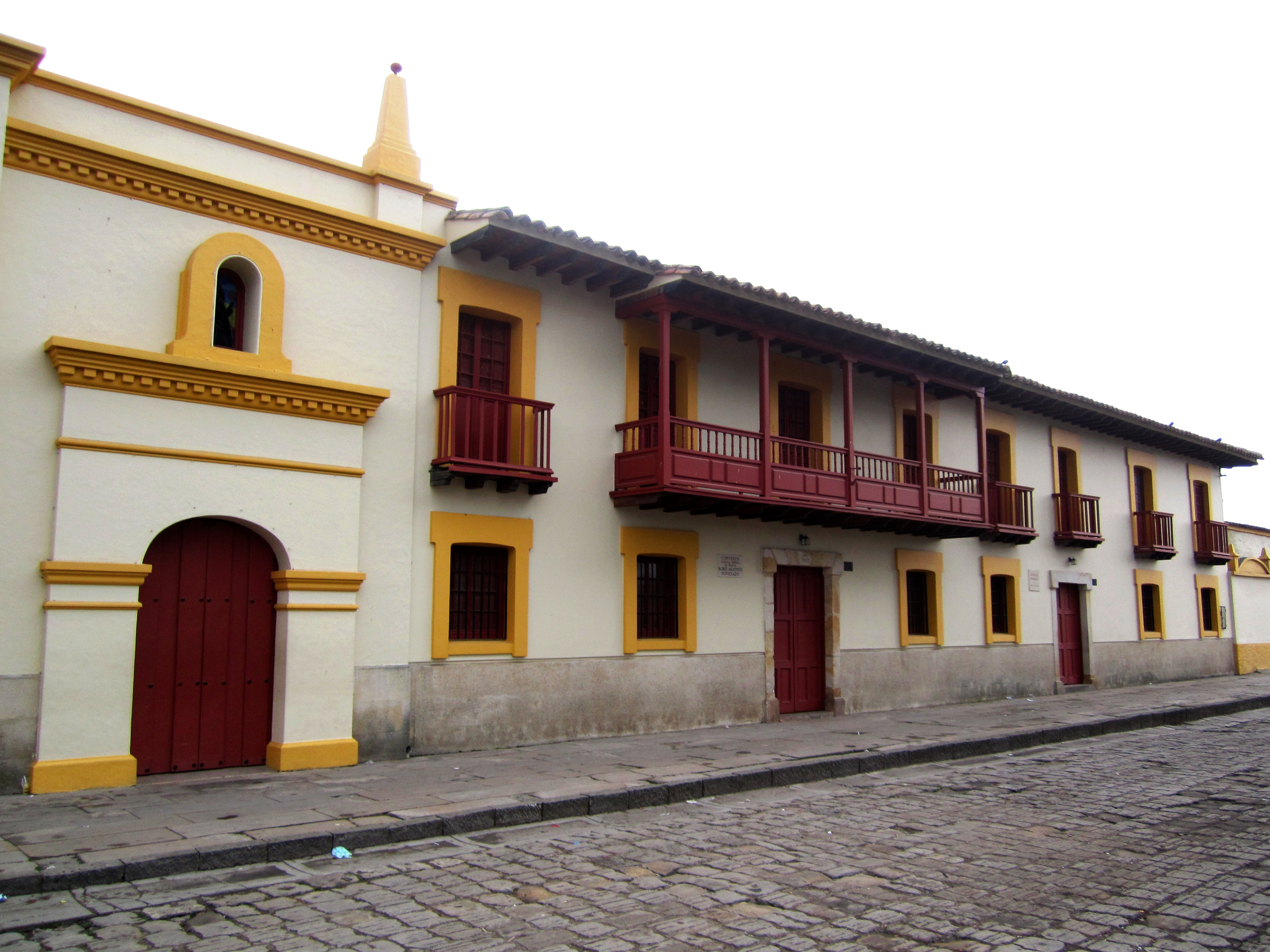
Casa cural.

| Noroeste: Zipacón                    | Norte: Facatativá                                       | Nordeste: Madrid (Río Bojacá)           |
| Oeste: La Mesa (Río Apulo)           |                                                         | Este: Mosquera                          |
| Suroeste: San Antonio del Tequendama | Sur: Soacha (Parque Ecológico Chicaque Humedal de Fute) | Sureste: Mosquera (Vía Soacha Mosquera) |

## División Político-Administrativa
Su Cabecera municipal se encuentra dividido en los Barrios: Santa Rita,Palermo,Las Vegas, Senderos del zipa,San Agustín, Santa Helenita, San Fernando, Gaviotas, Villas de San Luis,Gaitán y Centro.
Bojacá tiene bajo su jurisdicción el centro poblado: Santa Bárbara.

### Veredas
El municipio está compuesto con las siguientes veredas:
Bobacé, Cubia, San Antonio, Santa Barbara, El Chilcal, Fute, Barroblanco, Roblehueco y Cortés.

## Instituciones de educación
- Institución Educativa departamental Nuestra Señora de la Gracia:
  - Sede Principal.
  - Sede Santa Helenita.
  - Sede Simón Bolívar.
  - Sede General Santander
  - Sede Chilcal.
  - Sede Roblehueco.

- Institución Educativa Departamental Rural Barroblanco
  - Sede Santa Bárbara.
  - Sede Cubia.
  - Sede Barroblanco.
  - Sede San Antonio.
  - Sede Fute

- Colegio Campestre San Nicolás de Tolentino.

## Turismo
Bojacá es uno de los municipios del altiplano cundiboyacense en la Sabana Occidental de Cundinamarca. Su turismo se basa principalmente en cuatro lugares típicos de este municipio colonial:

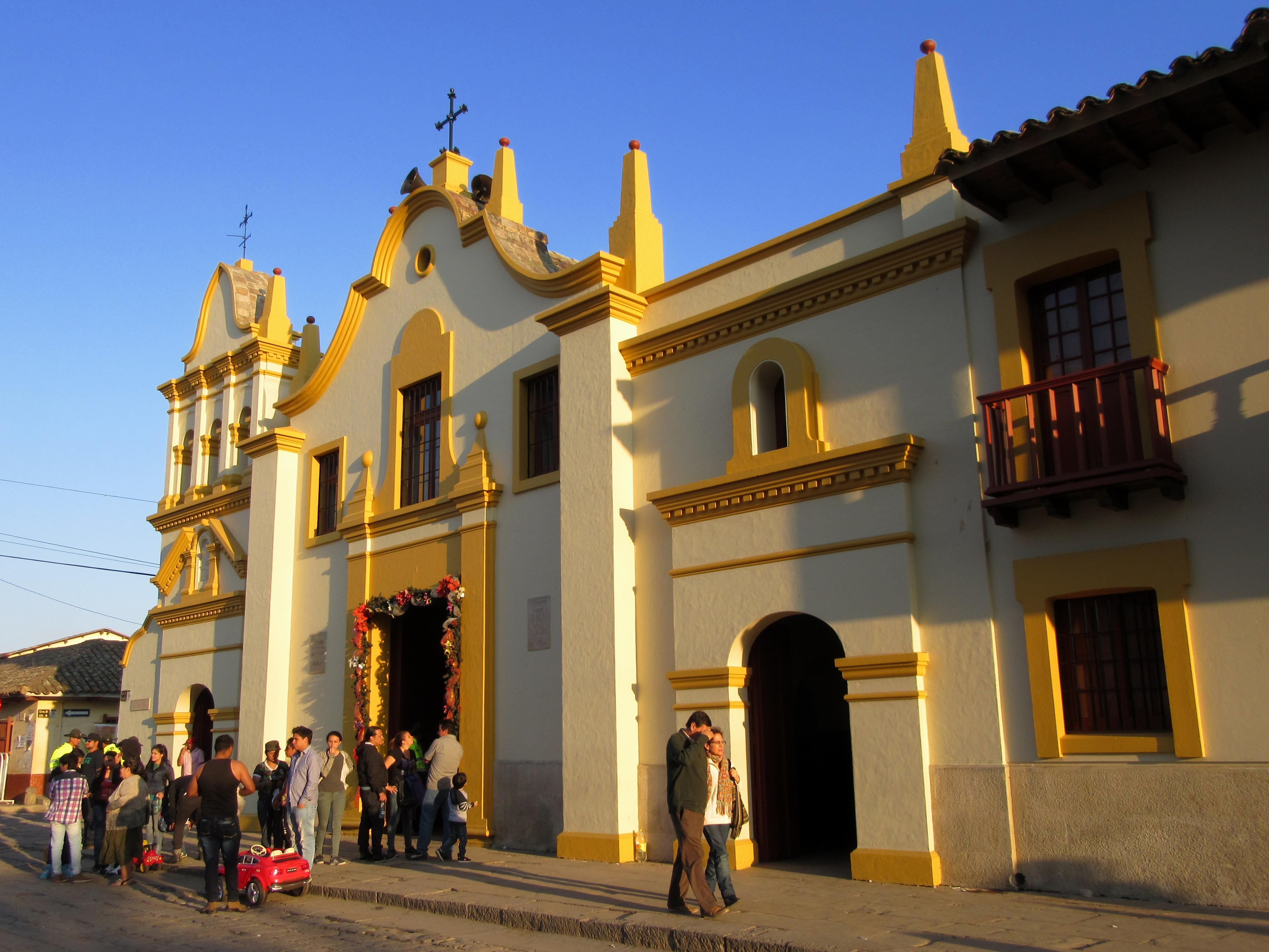
Iglesia de Bojacá.

- Santuario de Nuestra Señora de la Salud: es uno de los principales santuarios del departamento de Cundinamarca custodiado por la Orden de San Agustín. Fue fundado cerca de 1750 y alberga la imagen de Nuestra Señora de los Dolores. Su aspecto colonial invoca la religiosidad del campesino bojaquense, que por su visita los días domingo, se hace fielmente nombrada "La Roma Chiquita". También cuenta con el Convento de Novicios de la Provincia de Nuestra Señora de Gracia de Colombia y Ecuador de la Orden de San Agustín.

- Parque Mandarina: Parque con 23 atracciones para toda la familia. Cuenta con espacios verdes y atracciones emblemas como Paseo Equino, Rueda Volante, Paintball Mandarina, Pista de Trikes, Pista de Buggies y Black Paintball. Puedes consultar la información en parquemandarina.odoo.com

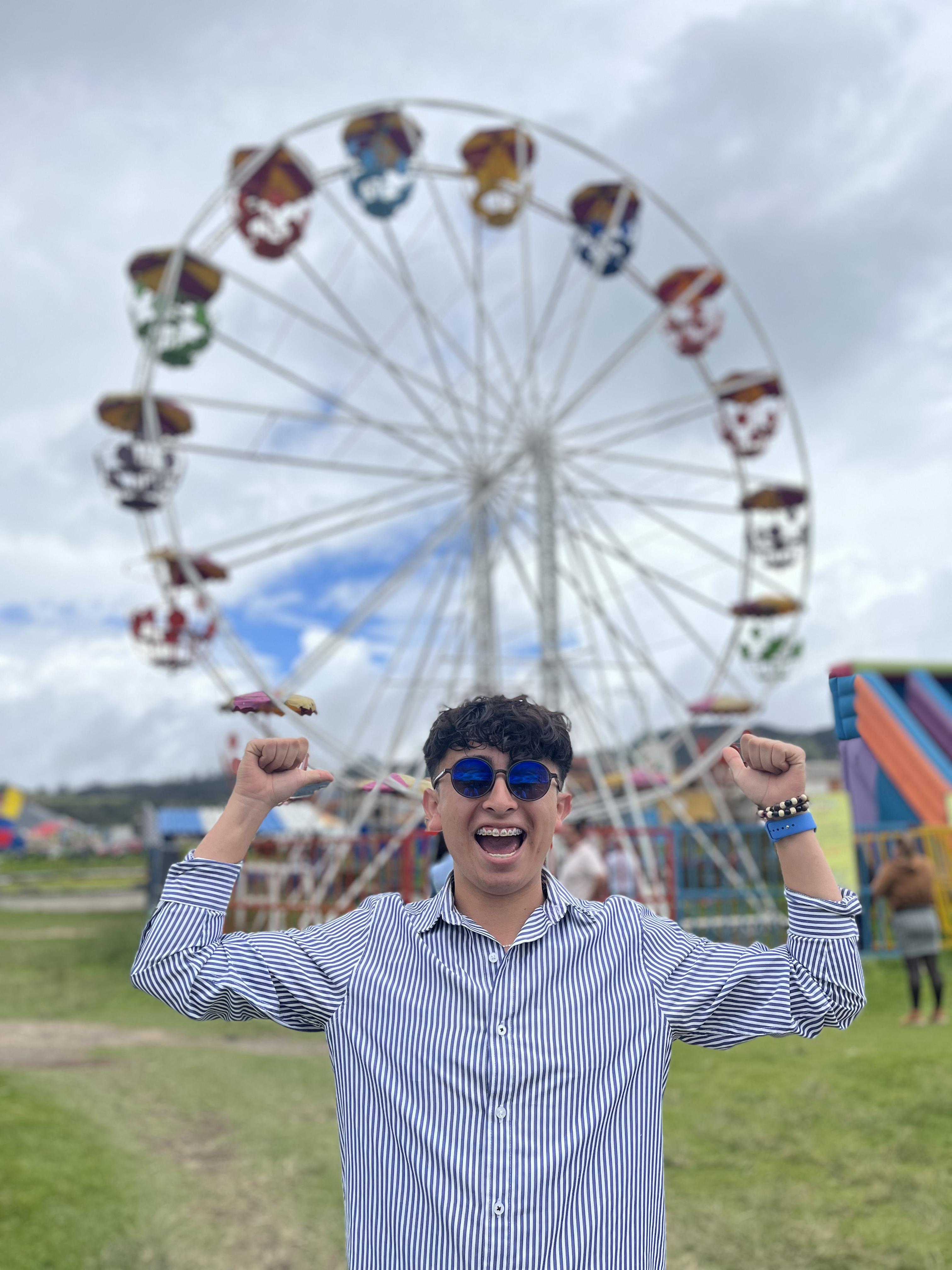
Parque Mandarina

- Parque Arqueológico Piedras de Chivonegro: es un parque arqueológico municipal con gran legado muisca. Alberga el arte rupestre de los indígenas con grandes formaciones rocosas.

- Museo indígena y colonial: es una recolección de elementos primitivos y antiguos situados en la Parroquia Municipal, bajo el dominio de los padres agustinos con difícil acceso a sus instalaciones, debido a la conservación de estos.

- Caminos reales y bosques de niebla: Situados al noroccidente del municipio, se pueden apreciar paisajes de niebla, donde la humedad reina con caminos reales utilizados en la época colonial para la comunicación con otras colonias. Se pueden observar diferentes tipos de aves, plan municipal llamado, "Santuario de aves".

- Reinado Departamental del Bambuco y Concurso Nacional de Danzas: Evento que se realiza cada año en el mes de mayo, donde se escoge la señorita que representará al departamento de Cundinamarca en el Reinado Nacional del Bambuco en Neiva (Huila), escogida entre los municipios del departamento, acompañado del Concurso Nacional de Danzas que recibe delegaciones de todos los departamentos de Colombia.

- Ferias y Fiestas: se realiza cada año en el mes de noviembre en torno a la celebración del aniversario de fundación del municipio.

## Alcaldes
El actual alcalde de Bojacá es Gabriel Hernán González Rojas para el periodo 2024-2027.

### Anteriores alcaldes
- Jhon Alberto Molina Mora (2020-2023)
- Gloria Marcela Gaitán Chiriví (2018-2019)
- Juan Carlos Gaitán Chiriví (2016-2018)
- Ana Eliana García Monroy (2012-2015)
- Luis Núñez Durán (2008-2011)
- Carlos Cabrera Barbosa (2004-2007)
- Luis Núñez Durán (2001-2003)
- Máximo Cubillos Guevara (1998-2000)
- Carlos Cabrera Barbosa (1995-1997)

## Movilidad
A Bojacá se llega desde Soacha (Avenida Indumil) por la vía Mondoñedo pasando la variante de Barroblanco que a su vez se divide un camino hacia el casco urbano bojaquense y otra hacia el de Madrid (vía Base Aérea Justo Mariño Cuesta, Carrera 5a). 
Desde Bogotá por el occidente (Avenida Centenario hasta el río Bogotá) pasa por la Troncal de Occidente pasando cerca del límite Madrid-Facatativá (El Corzo) hasta el casco urbano bojaquense. También se llega desde el norte (provincia de Sabana Centro) por Mosquera hasta la mencionada troncal y desde Cachipay y Zipacón por las vías aledañas al río Apulo.

## Servicios públicos
- Energía Eléctrica: Enel, es la empresa prestadora del servicio de energía eléctrica.
- Gas Natural: Vanti es la empresa distribuidora y comercializadora de gas natural en el municipio.